# Siphocampylus rostratus
Siphocampylus rostratus är en klockväxtart som beskrevs av Franz Elfried Wimmer. Siphocampylus rostratus ingår i släktet Siphocampylus och familjen klockväxter. IUCN kategoriserar arten globalt som starkt hotad.
Artens utbredningsområde är Ecuador. Inga underarter finns listade i Catalogue of Life.